# Megaloprepus caerulatus
Megaloprepus caerulatus is een libellensoort uit de familie van de reuzenjuffers (Pseudostigmatidae), onderorde juffers (Zygoptera).
Ze komt voor in regenwouden in Centraal- en Zuid-Amerika en is met een spanwijdte tot 19 cm de grootste Odonata ter wereld.
De wetenschappelijke naam van de soort is voor het eerst geldig gepubliceerd in 1782 door Drury.